# Lord Yarborough
Pour les articles homonymes, voir Charles Anderson, Anderson, Worsley et Yarborough.
Lord Yarborough (1809–1862), de son vrai nom Charles Anderson Worsley, est un lord qui a laissé son nom à des mains particulières au bridge et au whist, aussi appelée main blanche.

## Famille
Il est le fils de Charles Anderson-Pelham (1er comte de Yarborough). Il épouse Maria Adelaide Maude et est le père de Charles Anderson-Pelham (3e comte de Yarborough). Il est député de 1830 à 1847.

## Le Yarborough
Au bridge et au whist, un yarborough désigne à l'origine un jeu ne contenant ni as, ni figures, ni dix. De nos jours, avoir un ou deux dix est considéré aussi comme un yarborough.

## Origine
Lord Yarborough était un fervent joueur de whist. Les honneurs allaient de l'As au dix ; chacun recevait treize des cinquante-deux cartes du paquet. N'avoir aucun honneur était donc une grande infortune.
Lorsqu'un joueur se plaignait sans cesse d'être dans une « mauvaise passe », Lord Yarborough mettait une bourse de mille livres sterling sur la table en proposant à ce fâcheux d'engager une seule et unique livre : « ma bourse est à vous si votre prochaine main ne compte pas un seul honneur. »
On a depuis calculé que la probabilité du yarborough d'origine au whist est de {\displaystyle {\frac {\binom {32}{13}}{\binom {52}{13}}}}, soit environ une chance sur 1828 de survenir. Lord Yarborough devait donc en principe gagner plus qu'il ne perdait à son pari.